# Sundi (langue)
Pour les articles homonymes, voir Sundi.
Ne doit pas être confondu avec Kisundi.
Le sundi (aussi écrit soundi) ou kisundi parlée dans le Nord-Ouest du Mayombe, en république du Congo, par environ 183 000 personnes. Il n’est pas à confondre avec le cisundi.